# Cimetière de Vergons
Le cimetière de Vergons est un cimetière situé au village de Vergons, dans les Alpes-de-Haute-Provence.

## Description
Ce petit cimetière de village qui comporte encore quelques tombes anciennes modestes se distingue par sa chapelle romane classée datant du XIIe siècle, Notre-Dame de Valvert. C'est grâce à elle que le cimetière est inscrit aux monuments historiques en 1927. Les autres tombes sont remplacées par des caveaux modernes sans attrait. Le cimetière est enclos d'un mur de pierres. Il bénéficie d'une vue agréable vers les montagnes.

## Localisation
Le cimetière est situé sur la commune de Vergons, dans le département français des Alpes-de-Haute-Provence.

## Historique
La chapelle Notre-Dame dans le cimetière est classée au titre des monuments historiques en 1927.